# Rhee Syng-man
Rhee Syng-man lub Syngman Rhee (kor. 이승만, hancha 李承晩 (dawna pisownia: Li Syng Man); ur. 26 marca 1875 w Haeju, zm. 19 lipca 1965 w Honolulu na Hawajach) – koreański działacz niepodległościowy, emigrant, polityk,  prezydent Korei Południowej w latach 1948–1960.

## Życiorys

### Działalność niepodległościowa
Urodził się w Haeju w prowincji Hwanghae w Korei. Nauki pobierał w szkole metodystów, gdzie przyjął chrześcijaństwo. Od 1896 współzałożyciel i działacz Klubu Niepodległości, którego celem było odzyskanie niezależności kraju staczającego się w strefę wpływów Japonii (od 1910 kraj był okupowany jako Generalne Gubernatorstwo Korei). Za działalność polityczną był więziony w latach 1898–1904, po wyjściu na wolność wyjechał do USA. W 1907 uzyskał licencjat na George Washington University, a rok później magisterium na Uniwersytecie Harvarda. W 1910 zdobył tytuł doktorski na Uniwersytecie w Princeton. W latach 1913–1940 mieszkał na Hawajach kontynuując działalność na rzecz niepodległości Korei. Uczestnik antyjapońskiego powstania ludowego w 1919, polityk, a następnie przewodniczący emigracyjnego Rządu Tymczasowego rezydującego w Szanghaju. Spory z innymi politykami Rządu Tymczasowego doprowadziły w 1925 do odwołania go ze stanowiska. Od 1940 mieszkał w Waszyngtonie.

### Koreańska Republika Ludowa
15 sierpnia 1945, w związku ze zbliżającą się kapitulacją Japonii, grupa koreańskich działaczy o różnych poglądach politycznych pod kierownictwem Yo Un-hyonga powołała tzw. Koreańską Republikę Ludową (nie mylić z Koreańską Republiką Ludowo-Demokratyczną), która zaczęła tworzyć struktury terenowe władzy na obszarze całego kraju, czyli tzw. komitety ludowe. Rhee Syng-manowi proponowano stanowisko prezydenta, Yo Un Hyongowi wiceprezydenta.
We wrześniu 1945 rząd Koreańskiej Republiki Ludowej w Seulu został obalony przez amerykańską administrację wojskową (ang. United States Army Military Government in Korea, USAMGIK); komitety ludowe na obszarze okupacji radzieckiej zostały przejęte przez komunistów i stały się podstawą do utworzenia KRLD, zaś pod okupacją amerykańską w większości rozwiązane – często przy użyciu siły. Utrzymały się tylko w kilku miejscach, m.in. na wyspie Czedżu.

### Okupacja amerykańska
W październiku 1945 roku Rhee Syng-man przybył do okupowanej przez USA południowej części Korei wraz z innymi politykami konserwatywnymi, nacjonalistycznymi i prawicowymi z koreańskich kół emigracyjnych w USA. Na tej bazie utworzono w południowej części Korei partie prawicowe: Demokratyczną Partię Korei i Partię Narodową, które ściśle współpracowały z administracją wojskową USA (gen. Arnold) nad eliminacją ugrupowań lewicowych przed planowanymi wyborami do parlamentu (Zgromadzenie Narodowe Korei). Likwidacja KRL i Komitetów Ludowych, wymuszony podział kraju, okupacja amerykańska i policyjne represje doprowadziły do niezadowolenia społecznego wzmożonego dodatkowo przywracaniem do pracy w urzędach, policji i nowo tworzonej armii byłych kolaborantów japońskich, spośród których część była agentami tajnej policji Kempeitai. Wybuchło kilka powstań, z których większym echem odbiły się bunty wojska w Yeosu i Suncheon, mające poparcie ludności cywilnej. Armia amerykańska przy pomocy podległych jej koreańskich jednostek policji i żandarmerii krwawo stłumiła te wystąpienia. Dochodziło do masowych egzekucji osób podejrzewanych o działalność „wywrotową” i poglądy komunistyczne, jednak do najtragiczniejszych wydarzeń doszło na wyspie Czedżu, gdzie w 1947 miejscowa policja podległa USAMGIK ostrzelała uczestników manifestacji patriotycznych. 3 kwietnia 1948 wybuchło tam powstanie zbrojne, na wieść, że policja zamordowała na torturach aresztowanych wcześniej uczestników demonstracji. Rhee Syng-man przejmujący władzę od USA zdecydował się wysłać na wyspę dodatkowe siły wojska, policji i skrajnie prawicowych bojówek antykomunistycznych. Powstanie zostało brutalnie stłumione przez siły proamerykańskie, w walkach i pacyfikacjach zginęło 27 719 mieszkańców wyspy, a zniszczeniu uległo 39 285 budynków. Kolejne dziesiątki tysięcy osób wyemigrowały (zwłaszcza do Japonii), a funkcjonariusze rozbijający powstanie przejęli zagrabiony wyspiarzom majątek.

### Pierwsze lata Korei Południowej
Wybory w południowej części Korei odbyły się 10 maja 1948, a utworzone w ich wyniku Zgromadzenie Narodowe uchwaliło 12 lipca 1948 konstytucję i 20 lipca wybrało Rhee Syng-mana na prezydenta. 15 sierpnia Rhee Syng-man proklamował Republikę Korei (Południowej). Jak przyznaje Hak Jon Kim: „...prezydent, rząd, jak i Zgromadzenie Narodowe, miały wybitnie konserwatywny charakter...”. Jeszcze przed wybuchem wojny koreańskiej jego rząd więził ponad 30 000 domniemanych komunistów, i około 300 000 podejrzanych o sympatyzowanie z komunistami lub jakimikolwiek grupami lewicowymi.
W czasie zbliżania się wojsk północnokoreańskich do Seulu, 27 czerwca 1950, Rhee Syng-man uciekł w czołgu do Daejeonu, który ogłosił tymczasową stolicą państwa. Następnie ewakuował się do Pusanu. Powrócił do Seulu po desancie pod Inczon, gdy armia amerykańska zmusiła żołnierzy KRLD do odwrotu.

### Późniejszy okres
Urząd prezydenta piastował od 20 lipca 1948 do 26 kwietnia 1960; w tym czasie brutalnie rozprawił się z opozycją wewnętrzną i przejął kontrolę nad wszelkimi przejawami życia politycznego w kraju, co spowodowało rosnącą niechęć społeczeństwa do jego rządów, które w dodatku cechowały się rosnącą korupcją. W 1960, po jego trzeciej reelekcji, doszło do kulminacji niezadowolenia w postaci demonstracji studenckich i protestów w parlamencie. W ich wyniku złożył urząd i uciekł z kraju samolotem należącym do CIA. Władze amerykańskie umieściły byłego prezydenta na Hawajach, gdzie ów zmarł.
Jego wizerunek znajdował się na południowokoreańskiej monecie obiegowej o nominale 100 hwanów wprowadzonej do obiegu w 1959 roku. 